# ميسولفين
ميسولفين (بالإنجليزية: Mesulfen)‏ هو مستحضر مضاد لحب الشباب بالإضافة إلى كونه مضادًا للجرب. وهو مشتق ثنائي ميثيل من الثيانثرين [الإنجليزية].